# Ernie Egdell
Ernest Egdell (29 tháng 5 năm 1922 – 27 tháng 2 năm 1976) là một cầu thủ bóng đá nghiệp dư người Anh thi đấu ở Football League cho Darlington và ở bóng đá non-league cho Consett. Ông chỉ ra sân 1 lần cho Darlington, ngày 16 tháng 9 năm 1946, vào sân thay cho Tom Kelly at hậu vệ phải trong thất bại 4–1 trên sân khách ở Third Division North trước kình địch Hartlepools United. TờNorthern Daily Mail gọi ông với biệt danh là "Edgehill".
Egdell sinh ra ở Newcastle upon Tyne năm 1922, và mất ở Salford, Greater Manchester, năm 1976 ở tuổi 53.